# Vama (formație)

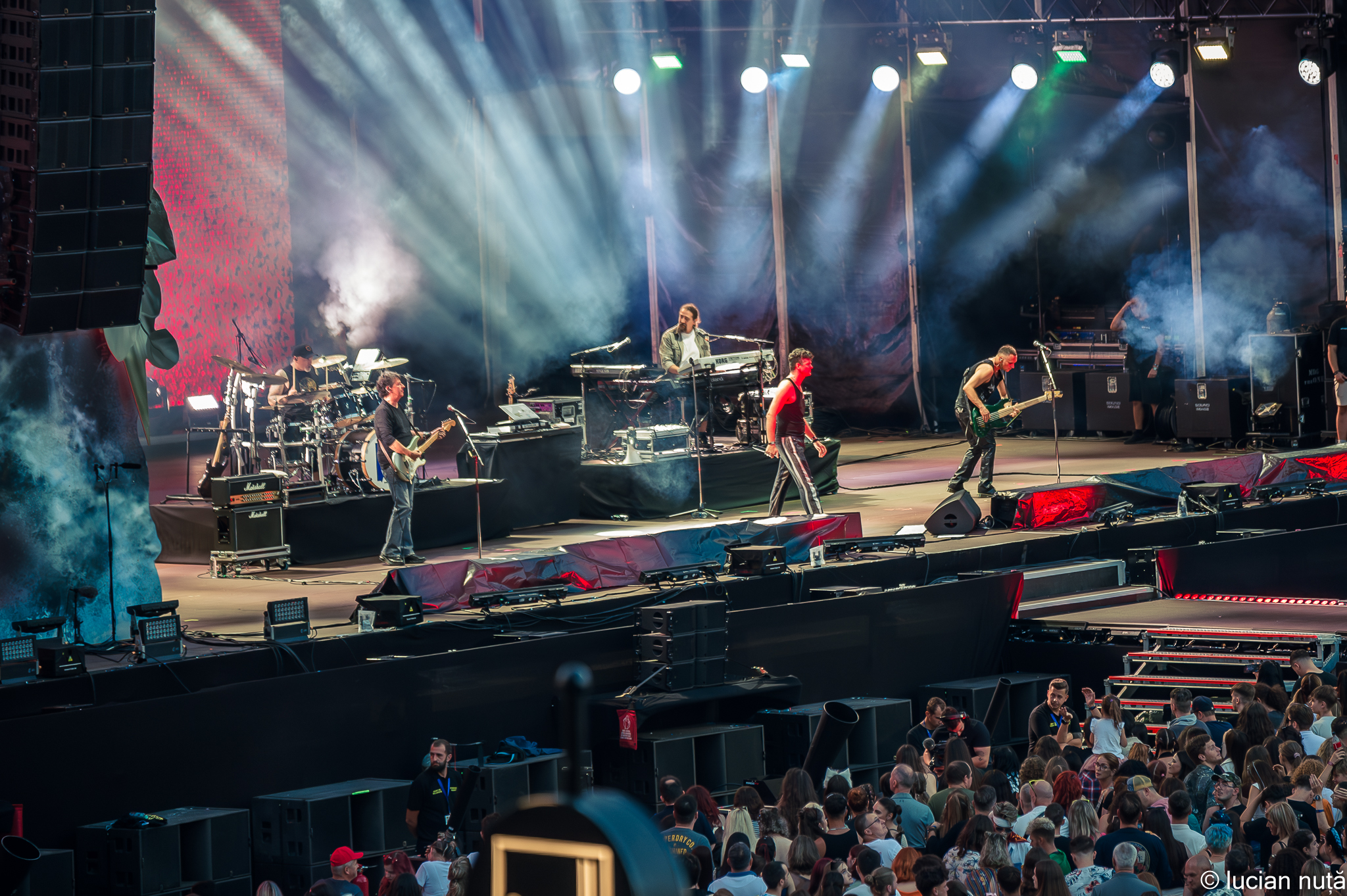
Vama la Untold 2024

Vama este o formație românească de muzică pop-rock, înființată în anul 2006, în urma destrămării trupei Vama Veche. Primul album al trupei a fost lansat în 2008 și poartă același nume cu cel al trupei, iar cel de-al doilea album este intitulat „2012”, datorită anului în care a fost lansat. În 2017 au lansat albumul Better, primul album în limba engleză al trupei.
Formația a fost fondată în 2006 de Tudor Chirilă și Eugen Caminschi, vocalistul și chitaristul formației Vama Veche, cărora li s-au alăturat Lucian Cioargă (baterie), Dan Opriș (bass) și Raul Kusak (clape), cel din urmă fiind înlocuit în 2009 cu Gelu Ionescu. În 2007 apare primul single - Bed for love.

## Activitate

### 2007–2011: Vama
Primul album al trupei, cu nume omonim, a aparut in 2008 lasi a fost lansat printr-un concert la Arenele Romane din Bucuresti . Cu single-uri ca E plin de fete, Pe sârmă, Suflet normal și Bed For Love, VAMA își conturează stilul muzical în noua componență.
Discul a avut parte de o lansare inedită prin SMS, prima de acest fel din România. În urma unui SMS, au primit un cod care le-a permis să descarce albumul direct de pe site-ul www.vamamusic.ro.

### 2012–2015: Albumul2012și Perfect fără tine
Următorul album, “2012”, se lansează pe 28 mai 2012 la Sala Palatului, din București . Printre cele mai cunoscute piese de pe album sunt Copilul care aleargă către mare, Fata în boxeri și în tricoul alb, Post iubire, Cântec de găsit. Înainte de asta, Tudor Chirilă scrie scenariul videoclipului Copilul care aleargă către mare, pe care îl și regizează. În rolul regelui îl distribuie pe maestrul Victor Rebengiuc, aflat la prima apariție într-un clip muzical. Pe 17 decembrie 2013, trupa a lansat primul DVD - „2012”, cu înregistrarea show-ului de la Sala Palatului. 
După o perioadă de absență pe posturile de TV și radio, VAMA revine în atenția publicului pe 1 mai 2013 prin lansarea melodiei Perfect fără tine, melodie care devine rapid imnul acelei veri. În aceeași toamnă, VAMA lansează cu Guess Who single-ul Zile fericite, pe care Tudor Chirilă îl descrie a fi “o meditație la nostalgia pe care copilăria ne-o transmite de multe ori și, cumva, la ideea că ajungem la o maturitate care ne face să regretăm copilăria, dar nu cred că ar trebui pentru că întotdeauna există posibilitatea să o refaci.”

### 2016–prezent: AlbumulBetterși concerte prin Europa
Pe 12 mai 2016, Vama a lansat single-ul „Memories Now”, primul single de pe al treilea album al lor, Better. 
În vara anului 2016, VAMA a colaborat cu Pepsi pentru o campanie inedită. În timpul unui concert din București, Tudor Chirilă s-a oprit din cântat piesa „Vara asta” și le-a spus celor prezenți la eveniment că restul concertului va fi continuat în Vama Veche. Afară așteptau trei autocare care au dus 150 de persoane în Vamă. La ora 04:00 au ajuns la mare, trupa a continuat concertul și la 06:00, după răsărit, toată lumea s-a întors la București.
La 1 septembrie 2017, în cadrul unui show la Sala Polivalentă ,  Better a fost lansat. Albumul este primul disc în limba engleză al trupei, fiind înregistrat în Marea Britanie, în colaborare cu producătorul englez James Lewis.
Albumul a fost promovat prin diverse concerte atât în țară, cât și în diferite cluburi și festivaluri europene. În România, Untold, Neversea și Afterhills au fost pe lista evenimentelor în care Better s-a auzit live.
În Europa, VAMA a avut ocazia de a-și prezenta noile materiale muzicale în Marea Britanie, Cehia, Suedia și Germania. Concertul din Hamburg s-a desfășurat în cadrul celui mai mare festival de tip showcase din Europa, Reeperbahn.

## Discografie

### Albume de studio
- VAMA (2008)
- 2012 (2012)
- Better (2017)

### Discuri single
- „Perfect fără tine” (2013)

## Problemele legale
În perioada 2008 – 2010 a existat un proces privind drepturile de autor asupra pieselor trupei Vama Veche, pe care Tudor Chirilă nu avea voie sa le interpreteze în concerte fără acordul foștilor colegi (actualmente Trupa Veche), încheiat amiabil între cele două părți, care au hotărât ca atât Trupa Veche cât și Vama pot folosi repertoriul.